# 埃福罗斯
埃福罗斯（Ἔφορος，Ephoros 或 Ephoros，约前400–前330年），小亚细亚埃奥利斯库梅（Cyme）人，古希腊历史学家。埃福罗斯是伊索克拉底的学生，在其建议下著有 （Historiai，《历史》），今仅存片断。

## 生平
埃福罗斯在世时已享盛名。
埃福罗斯著述对确定其身处的时代有重要的意义。据亞歷山太的革利免（Stromateis, i.139.4），埃福罗斯《希腊史》计算自赫拉克勒斯後裔的回歸至 Euaenetus 任执政时（前335-334年）共735年，因此埃福罗斯的记载应下讫 Euaenetus 时。
埃福罗斯师从伊索克拉底，与泰奥彭波斯同窗。普鲁塔克记有一则轶事（De Stoicorum Repugnantiis 10），埃福罗斯被控阴谋反对亚历山大大帝，但因其在亚历山大面前勇于为自己辩护而获释。此外关于埃福罗斯生平的记载很少。

## 著作
埃福罗斯的最主要的著作是他的三十卷《历史》，记载希腊与外族史，起于赫拉克勒斯後裔的回歸，迄于前340年攻陷佩林蘇斯（Perinthus），一说根据《苏达辞书》起于特洛伊战争。埃福罗斯死后其子 Demophilos 完成第三十卷。其片断主要通过斯特拉波与西西里的狄奧多羅斯的引用而得以流传。
埃福罗斯兼用修西底德与俄克喜林庫斯史学家们的材料。史学家托魯門尼的提麥奧斯（Timaeus）、哲学家 Alexinus、斯特拉頓都曾批评埃福罗斯的记载不准确，但他受到波利比奥斯的褒扬。古代著者称许埃福罗斯对历史与神话的区分（Strabo），但其记叙枯燥乏味（Strabo viii）。由于早年对修辞学的学习，他往往追求修辞效果而牺牲历史真实。而哈利卡納蘇斯的戴歐尼修斯则认为，史家中只有埃福罗斯与泰奥彭波斯的语言是精确而完美的。
除了《历史》，埃福罗斯有一篇  《论祖国》关于库梅， 《论发明》二卷， 《论风格》。此外《苏达辞书》还提到  《论善恶》， 《各国异事》。